# Бун, Леви
Леви Бун (англ. Levi Boone; 6 декабря 1808 года — 21 января 1882 года) — американский политик, мэр Чикаго в 1855—1856 годах. Представлял Американскую партию и был единственным избранным мэром Чикаго от этой партии.

## Биография
Леви Бун родился в 1808 году недалеко от Лексингтона, штат Кентукки. В девять лет потерял отца, сражавшегося на Крикской войне. Несмотря на то, что семья жила бедно после потери отца, он окончил медицинскую школу Трансильванского университета в 1829 году. Позже переехал в Иллинойс, а в 1832 году участвовал в войне «Чёрного ястреба», сперва в кавалерии, а затем в качестве хирурга. В 1833 году женился на Луизе М. Смит, дочери Теофилуса Смита, члена Верховного суда штата Иллинойс, которая родила ему впоследствии 11 детей.
Прибыв в Чикаго в 1835 году, Леви Бун помог организовать в округе Кук медицинский совет, став первым его секретарём. В 1850 году был избран первым президентом Чикагского медицинского общества.
В 1855 году был избран мэром Чикаго на один год. Во время нахождения в должности реорганизовал полицию и запретил работать в городе иммигрантам. Также Леви Бун был поручил городскому совету принять закон об увеличении стоимости алкогольных напитков в шесть раз и пытался закрывать многие питейные заведения. В 1856 году не стал баллотироваться на должность главы города.
В 1862 году Леви Бун был арестован и некоторое время находился в лагере «Дуглас» по подозрению в побеге заключённых Конфедерации.
Умер в 1882 году и похоронен на кладбище «Роусхилл» в Чикаго.